# Championnat du Luxembourg de football 1926-1927
Navigation
Saison précédente Saison suivante
La saison 1926-1927 du Championnat du Luxembourg de football était la 17e édition du championnat de première division au Luxembourg. Huit clubs sont regroupés au sein d'une poule unique où ils se rencontrent deux fois, à domicile et à l'extérieur. En fin de saison, les deux derniers du classement sont relégués et remplacés par les deux meilleurs clubs de Promotion d'Honneur, la deuxième division luxembourgeoise.
C'est le club de l'Union Luxembourg qui remporte le titre en terminant en tête du classement final, avec 3 points d'avance sur le tenant du titre, les Red Boys Differdange et 4 sur le CA Spora Luxembourg. C'est le tout premier titre de champion du Luxembourg du club.

## Les 8 clubs participants
| - CA Spora Luxembourg - Red Black Pfaffenthal - Red Boys Differdange - Jeunesse d'Esch - Fola Esch - Progrès Niedercorn - Promu de Division d'Honneur - Union Luxembourg - Aris Bonnevoie - Promu de Division d'Honneur |

## Compétition

### Classement
Le barème utilisé pour établir le classement est le suivant :
- Victoire : 2 points
- Match nul : 1 point
- Défaite, forfait ou abandon : 0 point

| Rang | Équipe                       | Pts | J  | G | N | P  | Bp | Bc | Diff |  | Résultats (▼ dom., ► ext.)   | Uni | Dif | Spo | Jeu | Fol | Pfa | Ari | Nie |
| ---- | ---------------------------- | --- | -- | - | - | -- | -- | -- | ---- |  | ---------------------------- | --- | --- | --- | --- | --- | --- | --- | --- |
| 1    | Union Luxembourg             | 21  | 14 | 9 | 3 | 2  | 41 | 25 | +16  |  | Union Luxembourg             |     | 1-0 | 3-3 | 7-0 | 1-0 | 1-1 | 5-0 | 2-1 |
| 2    | Red Boys Differdange (T) (C) | 18  | 14 | 7 | 4 | 3  | 47 | 21 | +26  |  | Red Boys Differdange (T) (C) | 5-0 |     | 3-0 | 2-2 | 1-3 | 2-2 | 6-1 | 8-0 |
| 3    | CA Spora Luxembourg          | 17  | 14 | 6 | 5 | 3  | 37 | 25 | +12  |  | CA Spora Luxembourg          | 1-5 | 2-2 |     | 6-1 | 4-3 | 5-0 | 5-1 | 2-1 |
| 4    | Jeunesse d'Esch              | 16  | 14 | 7 | 2 | 5  | 39 | 34 | +5   |  | Jeunesse d'Esch              | 3-4 | 2-2 | 0-6 |     | 2-1 | 0-1 | 5-2 | 7-1 |
| 5    | CS Fola Esch                 | 15  | 14 | 6 | 3 | 5  | 36 | 27 | +9   |  | CS Fola Esch                 | 2-2 | 3-0 | 1-1 | 1-4 |     | 0-1 | 5-1 | 8-3 |
| 6    | Red Black Pfaffenthal        | 11  | 14 | 3 | 5 | 6  | 14 | 26 | -12  |  | Red Black Pfaffenthal        | 0-1 | 1-5 | 0-0 | 1-3 | 3-3 |     | 0-1 | 0-2 |
| 7    | Aris Bonnevoie (P)           | 8   | 14 | 3 | 2 | 9  | 28 | 57 | -29  |  | Aris Bonnevoie (P)           | 6-4 | 3-5 | 2-2 | 0-7 | 3-4 | 3-3 |     | 2-1 |
| 8    | Progrès Niedercorn (P)       | 6   | 14 | 3 | 0 | 11 | 22 | 49 | -27  |  | Progrès Niedercorn (P)       | 3-5 | 1-6 | 3-0 | 0-3 | 1-2 | 0-1 | 5-3 |     |

## Bilan de la saison
| Championnat du Luxembourg de football 1926-1927 |                              |
| Champion                                        | Union Luxembourg (1er titre) |
| Coupes et trophées                              |                              |
| Vainqueur de la Coupe du Luxembourg 1926-1927   | Red Boys Differdange         |
| Promotions et relégations                       |                              |
| Promus en Première Division                     | Progrès Grund                |
| Promus en Première Division                     | Stade Dudelange              |
| Relégués en Division d'Honneur                  | Aris Bonnevoie               |
| Relégués en Division d'Honneur                  | Progrès Niedercorn           |